# A Narcís Oller

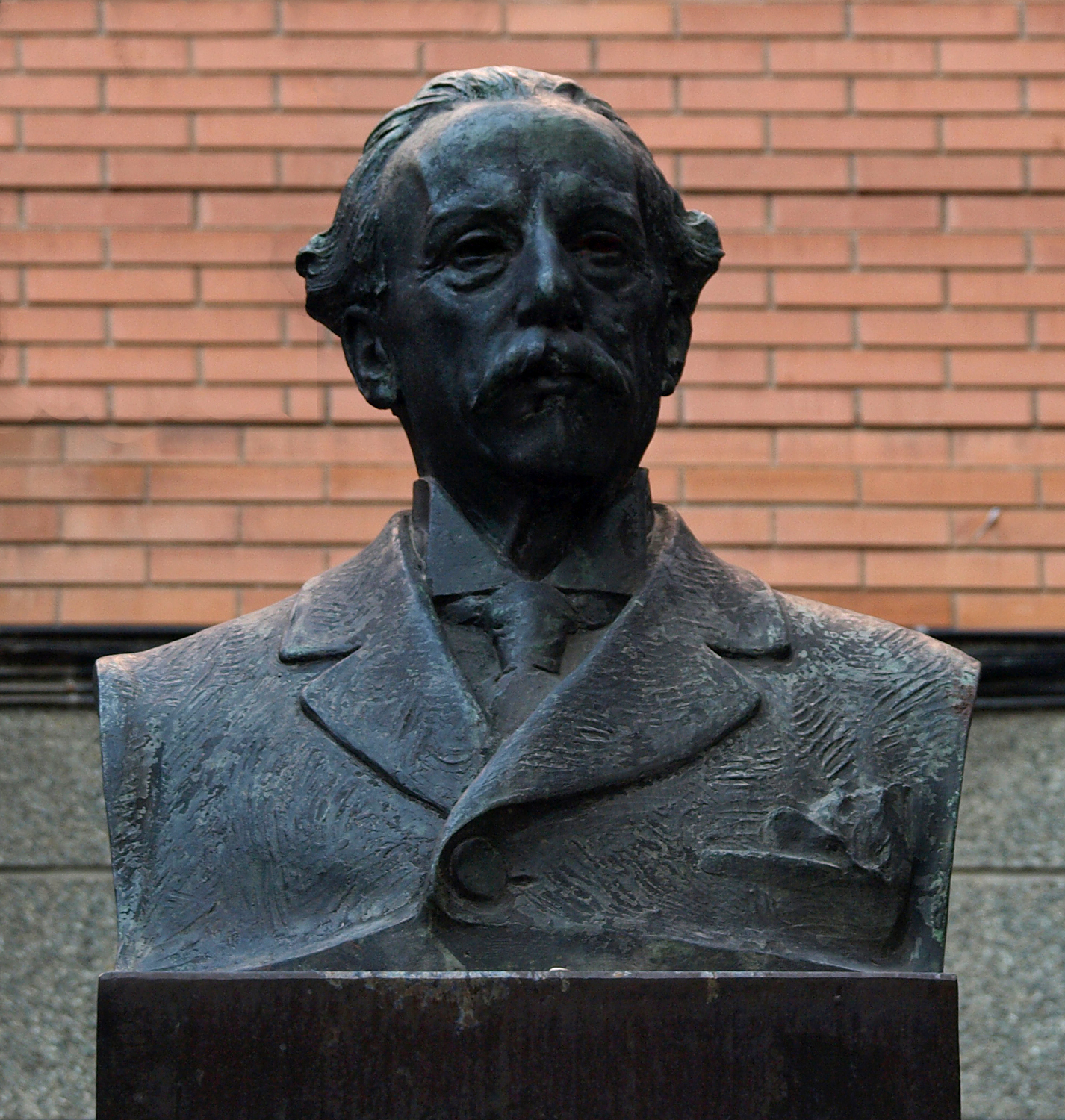
Busto dedicado a Narcís Oller.

A Narcís Oller es una obra creada por el destacado artista catalán Eusebio Arnau en 1932 e inaugurada en 1934 en Barcelona, España.

## Historia
Se trata de una obra realista realizada en bronce sobre una estructura inicial de piedra con el fin de homenajear al procurador y novelista Narcís Oller (1846-1930), muerto pocos años antes de proclamarse la Segunda República Española. Con el fin de realizar un homenaje al difunto escritor, se constituyó una comisión encabezada por su compañero de profesión, Francesc Matheu cuya intención inicial fue realizar una serie de bustos que representasen personalidades destacadas del mundo literario para exponerlos en el Parque de la Ciudadela. No obstante, tras varios debates sobre la localización del busto, se decidió emplazarlo cerca del principio de la Vía Augusta de Barcelona. El acto de inauguración se celebró después de los Juegos Florales, en 1934, con la presencia de su hijo y también escritor Joan Oller i Rabassa y del alcalde de la ciudad, Carles Pi i Sunyer. En 1942, se trasladó el busto a una pequeña y nueva plaza que lleva el nombre del novelista, Narcís Oller. En 1999, se sustituyó el pedestal original de piedra por acero corten.